# Lewis och Clarks expedition

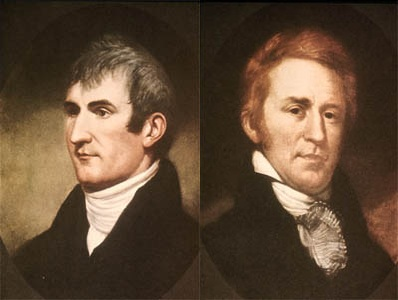
Meriwether Lewis och William Clark.

Lewis och Clarks expedition var en berömd amerikansk upptäcktsfärd som pågick från 14 maj 1804 till 23 september 1806. Expeditionen leddes av Meriwether Lewis och William Clark och dess huvudsyften var dels att undersöka om det fanns en användbar vattenväg från Missouriflodens vattensystem till Stilla havet, dels att i vid mening kartlägga det för Förenta staterna okända området väster om Mississippifloden som man förvärvat genom Louisianaköpet 1803. De uppgifter USA hade om området före expeditionen var huvudsakligen kvalitativt otillfredsställande andrahandsinformation från brittiska och särskilt fransk-kanadensiska pälsjägare och handelsmän vilka sedan generationer frekventerade området och inte sällan gifte sig in i områdets olika urfolksstammar.

## Bakgrund

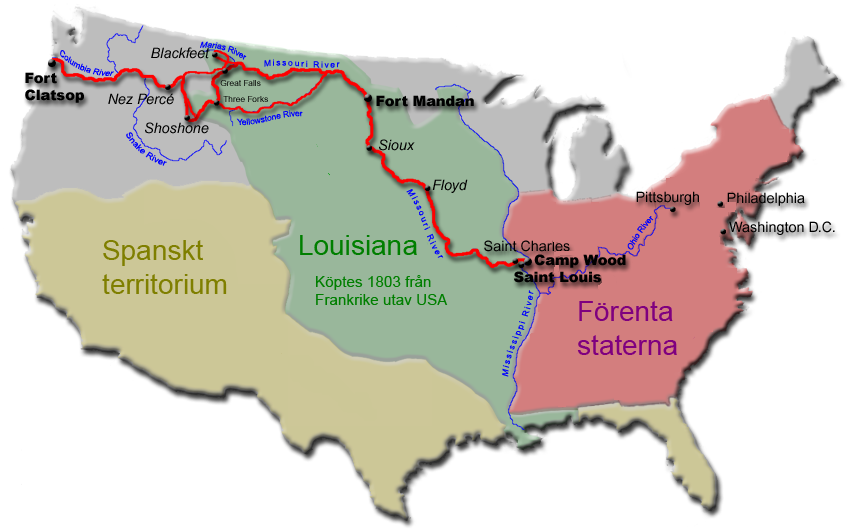
Karta över expeditionens förlopp. Med utgångspunkt i St. Louis reste man uppför Missourifloden, korsade Klippiga bergen och följde Columbiafloden till Stilla havet.

Idén till expeditionen kläcktes redan 1783 av Thomas Jefferson och när han 1801 blev USA:s president beordrade han sin privatsekreterare Meriwether Lewis (1774–1809) att utreda förutsättningarna för en sådan expedition. Kongressens godkännande för en första plan för expeditionen röstades igenom 18 januari 1803. När USA den 30 april samma år genomförde Louisianaköpet, genom vilket Louisianaterritoriet köptes från Frankrike, ändrades dramatiskt förutsättningarna för en sådan expedition, och några veckor efter köpet äskade Jefferson ett anslag på 2 500 dollar från kongressen för att utrusta en stillahavsexpedition med de ovannämnda målen. När kongressen beviljat anslaget utsågs Lewis formellt till expeditionens ledare och han utsåg i sin tur för säkerhets skull ytterligare en ledare, barndomsvännen William Clark (1770–1838). De rekryterade tillsammans expeditionens deltagare, varav de flesta var värvade soldater.

## Sensommaren-hösten 1804 och vintern 1804–05

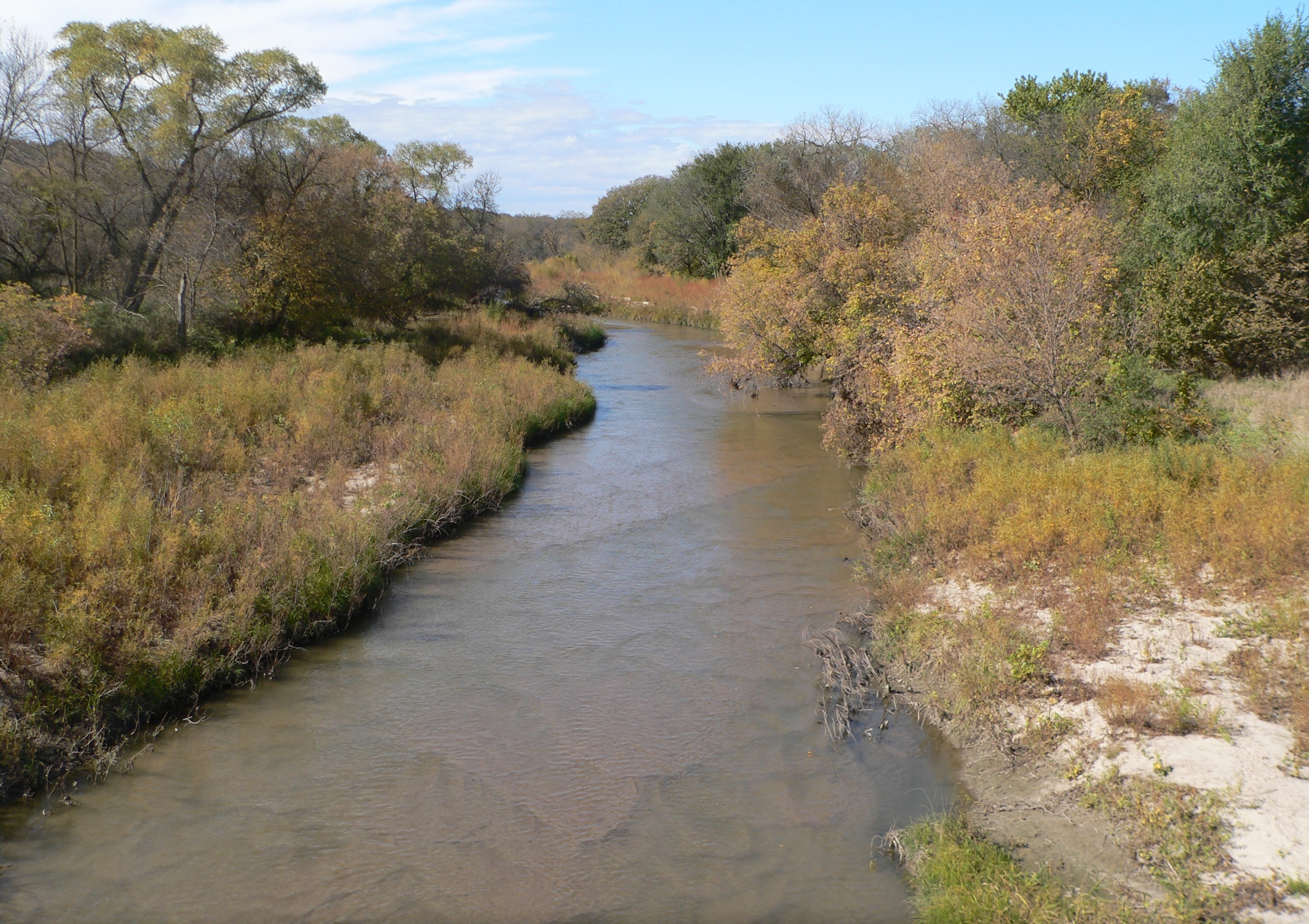
Ponca Creek om hösten.

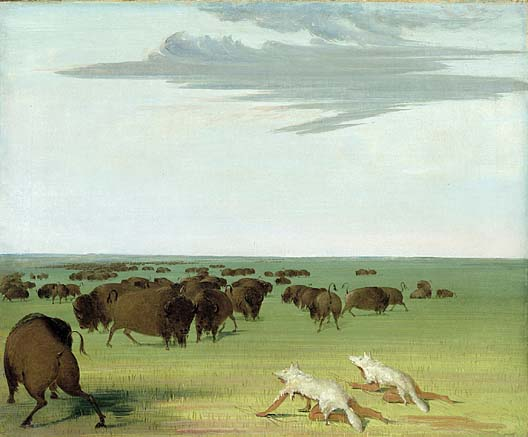
Smygjakt på buffel.

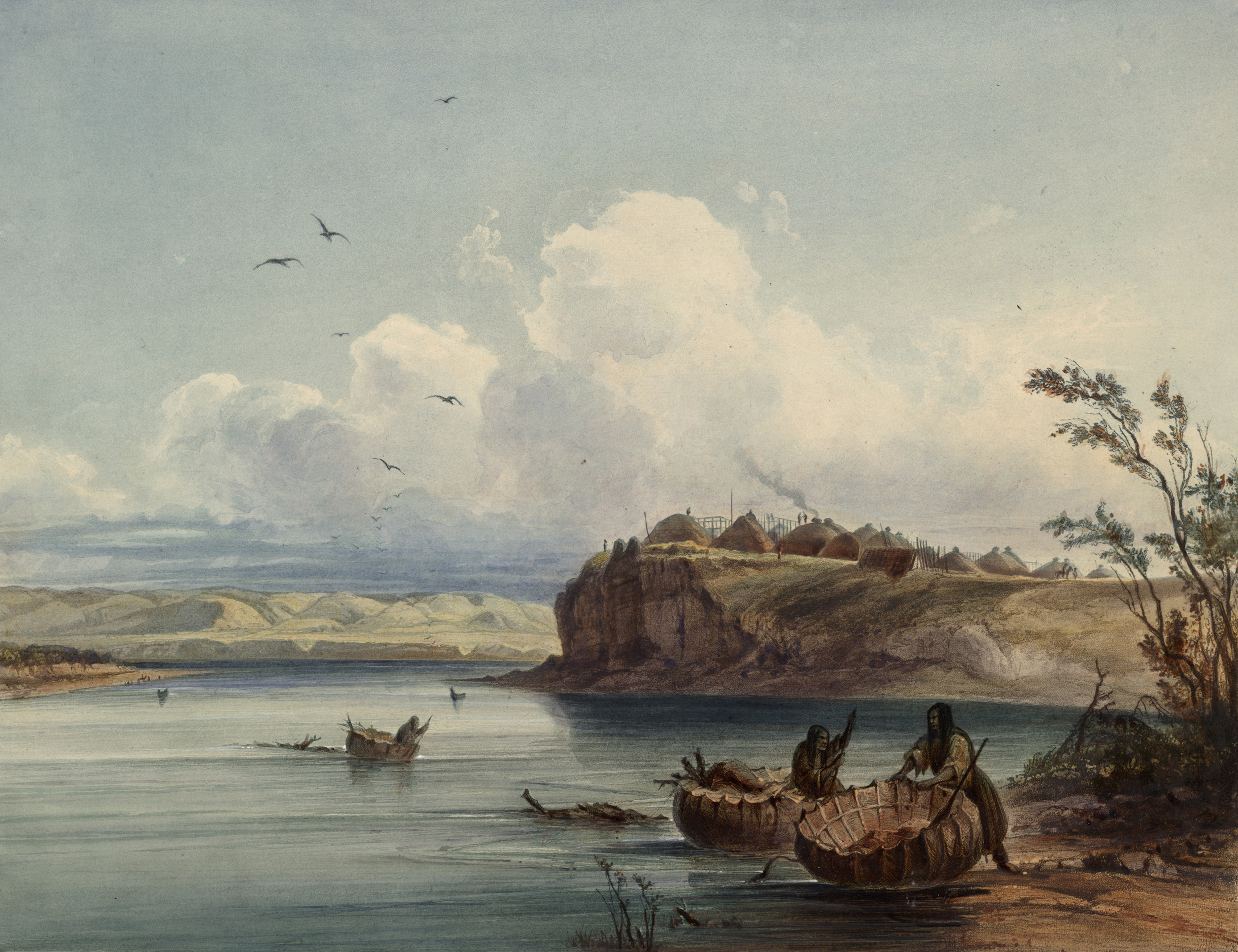
En mandanby.

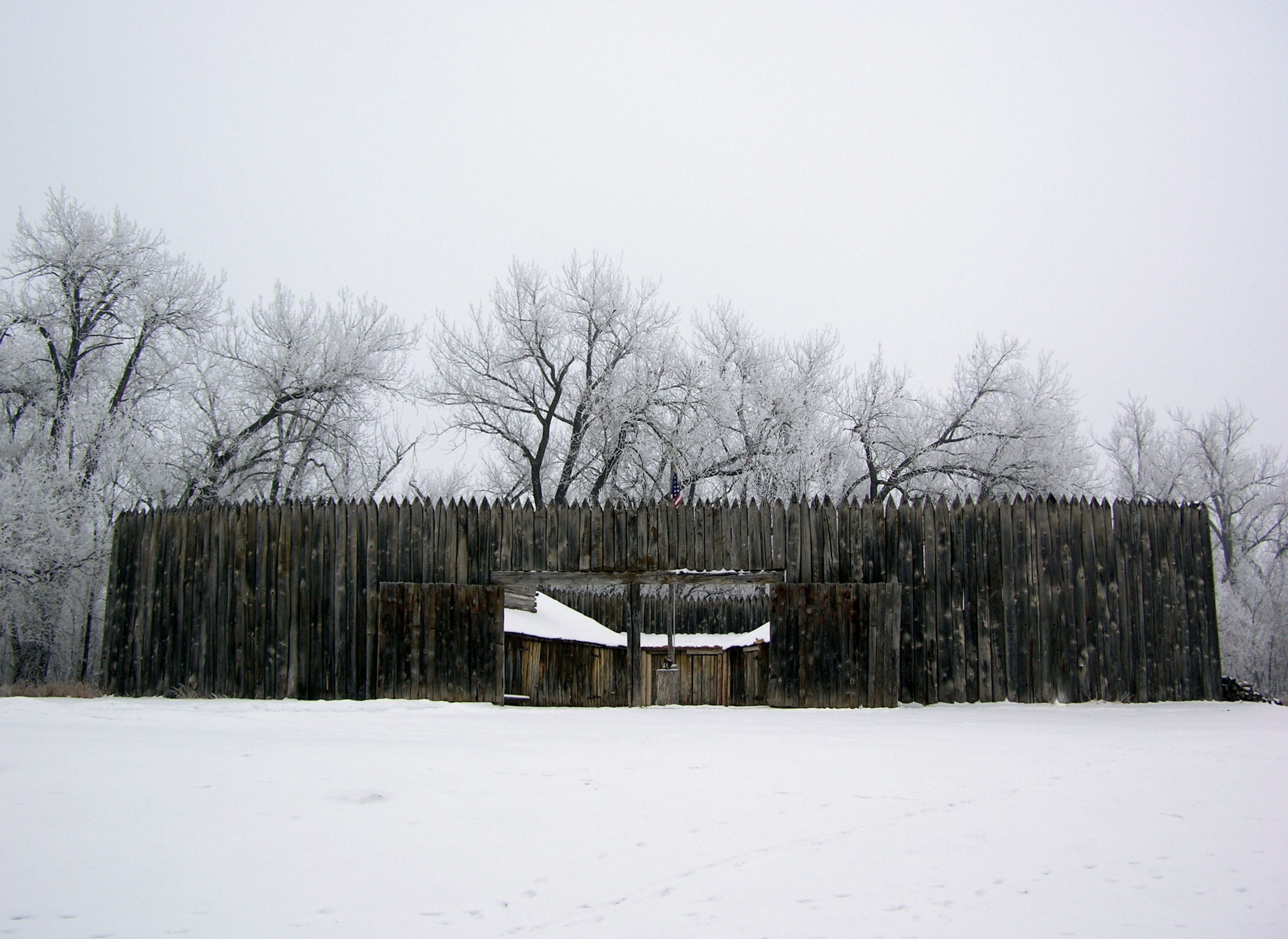
Rekonstruktion av Fort Mandan där expeditionen övervintrade 1804–1805.

Den omkring 40 man starka expeditionen nådde med ett antal båtar Platte 22 juli 1804 där man slog läger och noterade att flera bosättningar tillhörande urfolken oto och pawnee fanns i området. Expeditionen följde Missourifloden genom nuvarande delstaterna Missouri och Nebraska. Den 13 augusti stötte man på spåren efter en nedbränd by, tillhörande omaha, som omfattat cirka 300 hyddor. Byn hade bränts av omahaerna själva sedan omkring 400 av dem dött av smittkoppor och de bestämt sig för att platsen var ond. Den 20 augusti drabbades expeditionen av sitt enda dödsfall då sergeant Charles Floyd dog nära nuvarande Sioux City i Iowa, troligen av bukhinneinflammation förorsakad av en brusten blindtarm.
På sensommaren hade man kommit in i ett område som dominerades av siouxstammar och när expeditionen nådde mynningen av James River träffade man på tre ursprungsamerikaner som informerade dem om att ett läger med yanktonsiouxer fanns i närheten. Expeditionen besökte lägret 30 augusti och beräknade antalet ursprungsamerikaner till omkring 200, men noterade även att väldigt få av dessa var män i sina bästa år. Man informerades om att endast fyra vuxna krigare för tillfället fanns i lägret, då inte mindre än 22 nyligen hade dödats i en sammandrabbning med "gladorna" (troligen kråkfolk) i Black Hills.
Expeditionen nådde Ponca Creek 5 september men hittade inte de poncaamerikaner som enligt förhandsbesked borde ha funnits där, då dessa gett sig av för att jaga bison. Knappt tre veckor senare, 24 september, kom expeditionen fram till Red River där man för första gången på resan mötte representanter för lakotastammen, den västligaste av de tre kända siouxgrupperingarna. Mötet medförde vissa risker då det rörde sig om ett krigståg, närmare bestämt en större grupp oglalakrigare som var på väg hem med ett femtiotal tillfångatagna kvinnor och barn efter att de besegrat omahaerna i en strid och dödat drygt 70 av deras krigare. Expeditionen tvingades förhandla flera dagar eftersom oglalahövdingen ansåg att de borde betala tribut för att få fortsätta färden. Situationen löstes dock utan att man behövde ge dem den båt de krävt att få som ersättning och utan att strid uppstod.
Den 1 oktober nådde expeditionen Cheyenneflodens mynning och träffade där på den fransk-kanadensiske handelsmannen Jean Valle. En vecka senare var man framme vid den sydligaste av arikaraernas tre byar som låg på Ashley Island och ytterligare några dagar senare gick man över Oak Creek för att besöka de två andra arikarabyarna. Man utbytte information med fransk-kanadensarna Gravelines och Tabeau som vistades hos Arikara i den första byn och fortsatte färden. Den 13 oktober nådde man Spring Creek i nuvarande South Dakota. Vid Burnt Creek mötte man åter siouxer på väg hem från ett krigståg, denna gång mot mandanstammen.
När man 24 oktober nådde fram till den första mandanbyn, bestämde expeditionen sig för att övervintra där. Beslutet underlättades av att en brittisk handelsman vid namn McCracken redan fanns i byn och snabbt kunde redogöra för alternativen i området. McCracken informerade dem också om att det fanns flera brittiska handelsstationer längs Assiniboine River och att dessa under vintrarna ofta besöktes av assiniboiner och cree som kom dit för att sälja skinn. Hos Mandan träffade man även på fransk-kanadensaren Toussaint Charbonneau (1767–1843) vars hustru Sacajawea (en av flera) anlitades som expeditionens vägvisare och tolk under resten av färden.

## Slutmål och återfärd 1805–06

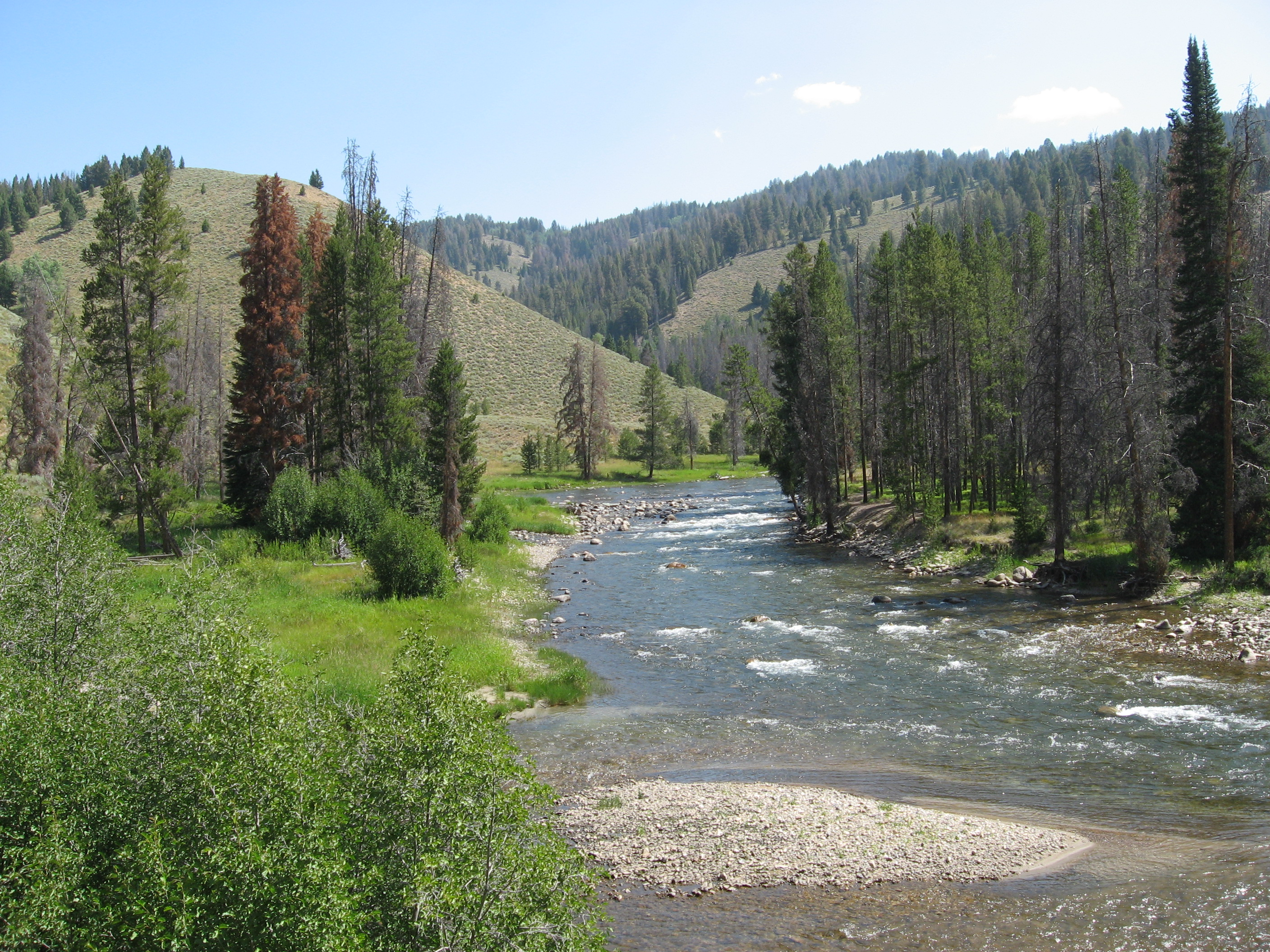
Salmon River, en biflod till Snake River.

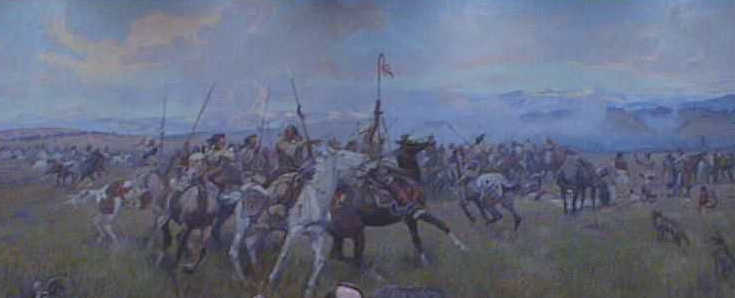
Salishindianernas möte med expeditionen 4 september 1805.

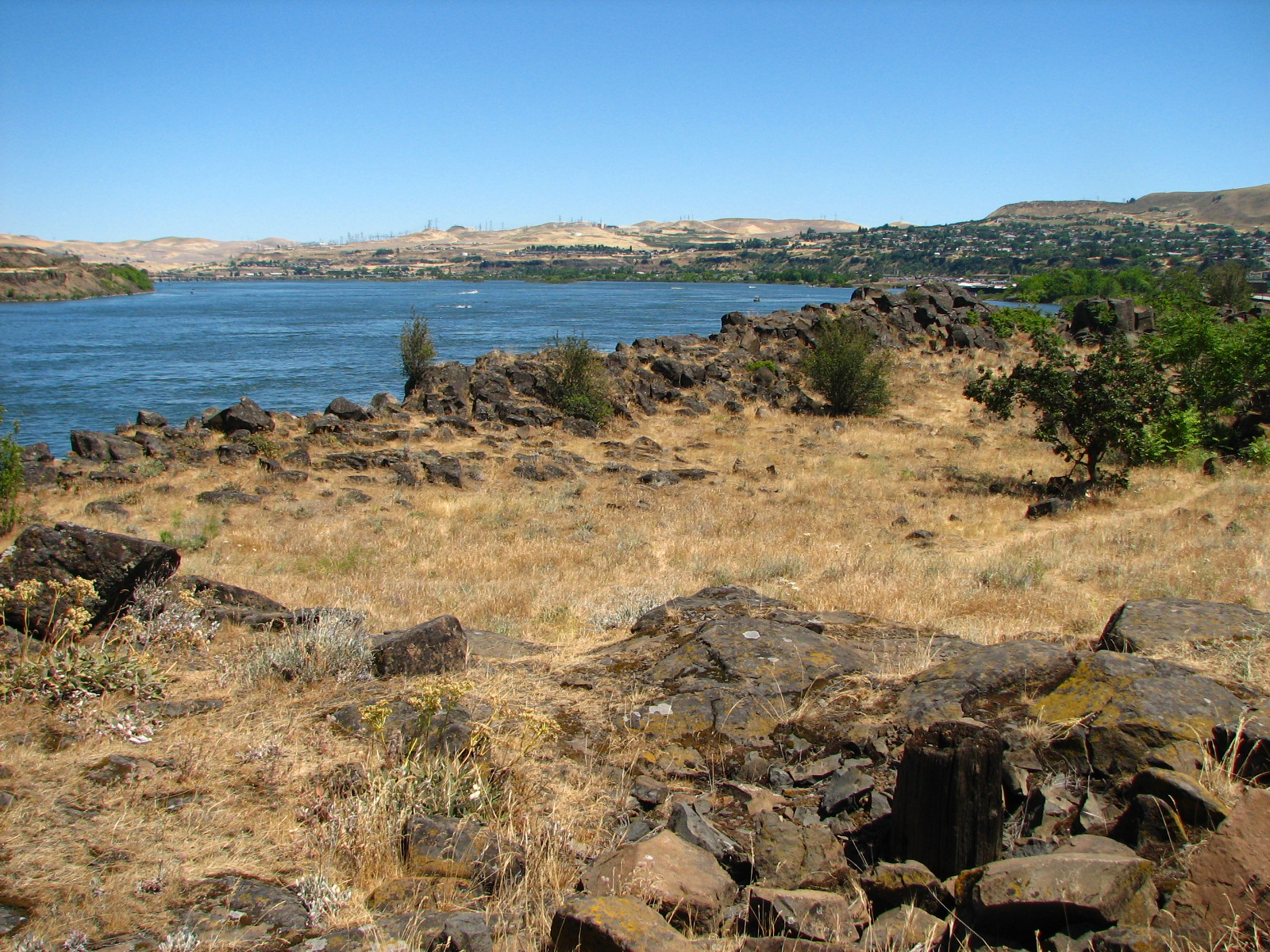
Vid Rock Fort (Oregon) slog expeditionen läger både på dit- och återfärden.

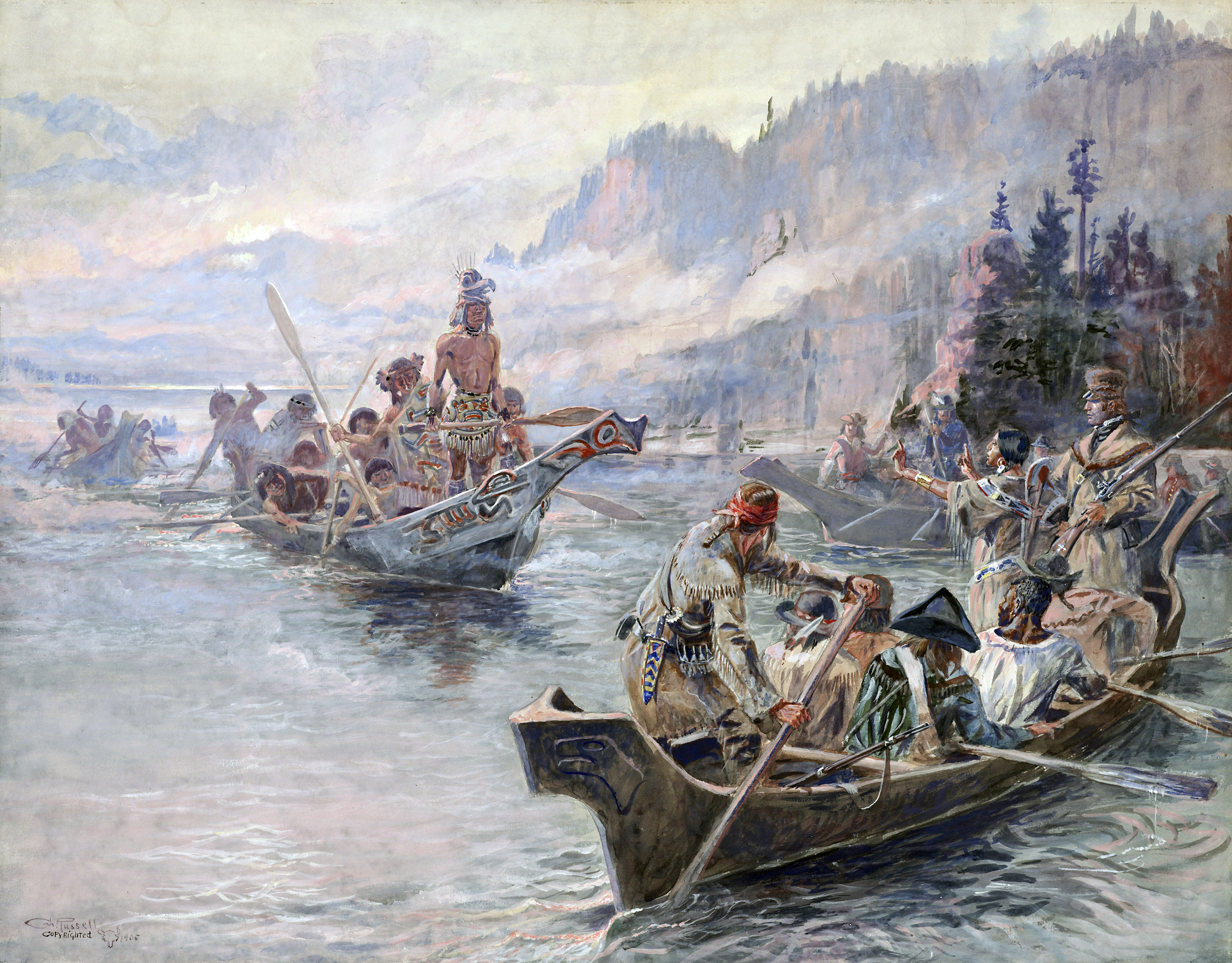
Expeditionen på nedre delen av Columbiafloden.

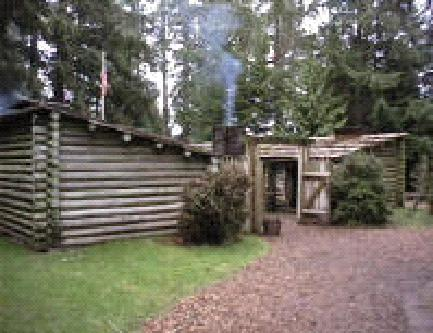
Rekonstruktion av vinterlägret Fort Clatsop i nuvarande Clatsop County.

När snösmältningen tagit fart lämnade expeditionens huvuddel 7 april 1805 sitt läger som de döpt till Fort Mandan och fortsatte färden uppför Missourifloden. En del av expeditionen skickades dock tillbaka längs Missourifloden med den största och tyngsta båten som på grund av sin storlek inte längre var praktiskt manövrerbar längre uppströms. Expeditionen fortsatte med mindre båtar och råkade den 14 maj ut för en incident när en av dessa gick runt i en plötslig storm. Sacajawea lyckades dock genom snabbt agerande rädda det mesta av utrustningen och anteckningarna som spolats överbord. Den 13 juli fick en förtrupp på fem personer syn på Great Falls, några stora vattenfall i Missourifloden, och då befann man sig alltså långt inne i det som senare blev delstaten Montana. Efter Great Falls nådde man fram till Missouriflodens egentliga källflöden, floderna Jefferson River, Madison River och Gallatin River som flyter samman och bildar Missourifloden i närheten av den så kallade Continental Divide, Nordamerikas stora vattendelare. Tidigt i augusti stod det klart för expeditionen att det inte fanns någon användbar vattenväg till Stilla havet och den 13 augusti inledde man förhandlingar med shoshonehövdingen Cameahwait, bror till Sacajawea, om att förvärva hästar till färden över Klippiga bergen.
När expeditionen närmade sig Klippiga bergen stötte de på ett stort antal övergivna urfolksläger som man antog tillhörde atsina. Efter en besvärlig övergång av Continental längs floderna Clearwater River, Snake River och Columbiafloden nådde expeditionen 7 november slutligen Stilla havet vid den sistnämndas mynning och upprättade den 24 november 1805 sitt andra vinterläger, döpt till Fort Clatsop, på Columbias södra flodstrand i närheten av nuvarande staden Astoria.
Efter en mycket regnig vinter med brist på mat påbörjades hemresan 23 mars 1806 med hjälp av fyra kanoter man förvärvat av områdets urinvånare. Dessutom stal man ytterligare en kanot av urfolket, men samtliga fem övergavs redan efter några veckor när man nådde fram till ett antal besvärliga forsar. När expeditionen åter passerat Continental Divide, delade man 3 juli upp sig i två grupper för att man skulle kunna utforska Maria's River. Lewis åtog sig den uppgiften med fyra följeslagare. Den lilla gruppen träffade 26 juli på svartfötter som efter en trivsam samvaro under dagen och kvällen försökte stjäla Lewis och hans följeslagares vapen i gryningen följande dag. En kort strid utbröt och två urfolksamerikaner dödades. Lewis och hans män lämnade snabbt platsen och färdades mycket längre än sin normala dagsetapp innan de åter vågade slå läger för natten.
Även huvudgruppen råkade ut för tjuvar. Hälften av deras hästar försvann en natt och man misstänkte att det var kråkfolket som stulit dem, eftersom man nu var inne på den stammens område. De två grupperna sammanstrålade åter den 11 augusti på den plats där Yellowstonefloden möter Missourifloden. Återföreningen blev oväntat dramatisk då en av männen i Clarks grupp, som hade kraftigt nersatt synförmåga, misstog Lewis för en älg, slängde i väg ett skott och träffade Lewis i benet. Den 20 augusti passerade man siouxterritoriets norra gräns vid Beaver Creek och dagen efter träffade de tre handelsmän som rapporterade att de på väg uppför Missourifloden sett omkring 700 siouxer som var på krigsstigen och letade efter mandan och hidatsa. Expeditionen såg dock inga siouxer på det angivna stället nära Arikaras bosättningar, men däremot stötte de på ett stort urfolksläger med cheyenner som uppförde sig mycket fredligt. Men efter att ha passerat Cheyenne River den 25 augusti mötte expeditionen 30 augusti siouxerna och det visade sig vara samma Oglala under hövdingen Tatanka Sapa (Svarta buffeln) som fördröjt dem flera dagar vid Red River i slutet av september 1804. Man påträffade ytterligare siouxer, en grupp yanktoner, vid mynningen av Niobrara River. Den 7 september mötte man handelsmannen August Choteau från S:t Louis, som var på väg till ett yanktonläger vid James River för att göra affärer. Samtliga möten förlöpte utan incidenter och expeditionen nådde S:t Louis 23 september 1806 efter att sammanlagt ha tillryggalagt cirka 13 000 km.

## Expeditionens resultat
Ett av huvudmålen var att utröna om det fanns en användbar vattenväg från Missouriflodens vattensystem till Stilla havet. Svaret blev till mångas besvikelse negativt. Man hade också hoppats på att Marias River nådde betydligt längre in i landet än vad som var fallet, inte minst för att detta hade gett underlag för ytterligare territoriella anspråk för USA. När Lewis upptäckte hur det förhöll sig döpte han sitt sista läger vid flodstranden till Camp Disappointment.
Desto viktigare blev då resultaten från den andra huvuduppgiften: kartläggningen av Louisianaterritoriet och Missouri- och Columbiaflodens dalgångar med alla biflöden. Resultatet redovisades bland annat i form av detaljerade topografiska kartor över området. Expeditionen beskrev också 178 olika växter och 122 djurarter. Eftersom dessa resultat inte blev publicerade, kom dock den vetenskapliga världen att förbli i okunnighet och de flesta växter, djur och fåglar som de funnit blev vetenskapligt beskrivna och namngivna av senare forskare. Detsamma gällde de floder och andra terrängföremål som de namngivit; eftervärlden gav dem andra namn.
I USA har expeditionens resultat ofta upphaussats till något som förmenades ha mycket stor betydelse för den unga nationens fram- och tillväxt genom att man öppnade vägen västerut, förstärkte argumentationen för USA:s anspråk på Oregonterritoriet och i största allmänhet riktade affärsmännens, entreprenörernas och allmänhetens intresse västerut. Medaljens baksida har mer sällan diskuterats, det vill säga att köpet av Louisianaterritoriet av urbefolkningarna kom att uppfattas ungefär som en affär mellan en tjuv och en hälare. Frankrike sålde något de inte ägde till USA som låtsades vara okunnigt om det.